# 张彭春
张彭春（P. C. Chang，1892年4月22日—1957年7月19日），字仲述，中國天津人，张伯苓的胞弟，專長在戲劇和文學方面，中華民國駐联合国安全理事会代表、联合国大会《世界人权宣言》主要起草人之一。张彭春出生在中国，他在美国哥伦比亚大学接受高等教育。他回到中国之后，成为天津南开大学的教授。在1937年日本侵略中国后，他加入南开大学抗日活动。侵華日軍占领天津时，他改扮女装逃离天津。他曾协助国民政府在欧洲和美国促进人们认识南京大屠杀，之后他在芝加哥大学任教。

## 生平
1892年4月22日生于天津，因出生时父亲张久庵已59岁而得乳名“五九”，此后演化出昵称“九儿”以及雅号“九先生”。1908年毕业于私立南开中学堂，考入保定高等学堂。1910年考取北京游美预备学务处（清华学堂前身），作为第二届庚款游美生入读克拉克大学，获文学学士学位。1915年获哥伦比亚大学教育学院文学硕士学位、教育学硕士学位。1916年回中国。1916年至1918年任南开学校专门部主任兼代理校长。
1919年赴美攻读哲学，1924年获哥伦比亚大学教育学院教育学博士学位。1922年7月至同年12月间，应中华教育改进社之邀，赴欧考察各国教育制度。1923年至1926年任清华学校教授兼教务长。1926年任南开中学主任、南开大学教授。1929年赴美，1931年任教于芝加哥大学。中国抗日战争开始后，从事中国国民外交活动。
1938年代表天津出席第一届国民参政会。1940年起，正式担任国民政府外交官，先后过担任驻土耳其公使、驻智利公使。

### 參與起草世界人權宣言
1946年联合国大会期间，任联合国经济及社会理事会中華民國代表。1947年7月任联合国安全理事会中華民國代表。1947年任联合国人权委员会副主席，参与起草《世界人权宣言》。
張是引進儒家孟子的思想，結合了亞里斯多德的理性思想，提醒良知為人類共有，翻成英文叫conscience（良心），也应该体现在宣言中，而令宣言第一条中，將理性與良知都擺在同樣的位置。

### 晚年与逝世
1952年初退休。1957年7月19日因心脏病发作逝世于美国新泽西州，终年65岁。

## 延伸阅读
[在维基数据编辑]
 《游美同學錄·張彭春》，出自《游美同學錄》

## 外部鏈接
- 全體會議記錄（部分） （页面存档备份，存于），聯合國